# Kirche Oosthuizen

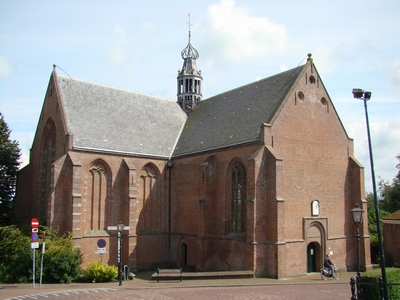
Kirche Oosthuizen

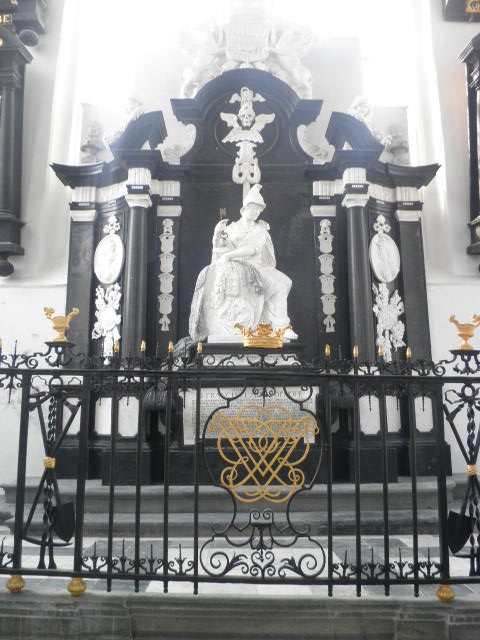
Prunkgrabmal Van Bredehoff

Die Kirche St. Nikolaus Oosthuizen, niederländisch bekannt als Grote of Sint-Nicolaas-Kerk, ist eine spätgotische Backsteinkirche auf Kreuzgrundriss in der Raadhuisstraat 61 im Dorf Oosthuizen, das zur Gemeinde Edam-Volendam in der Provinz Nordholland gehört. In der Kirche befinden sich 12 Grabplatten oder Särge zum Gedenken an François van Bredehoff und seine Familienangehörigen. Für Van Bredehoff gibt es auch ein Mausoleum in der Kirche. Die Kirche hat einen bescheidenen Dachreiter über der Vierung. Das Gotteshaus befindet sich im Besitz der Stiftung Oude Hollandse Kerken und wird von einer reformierten Gemeinde innerhalb der Protestantischen Kirche in den Niederlanden für ihre Gottesdienste genutzt.

## Geschichte
Bevor die heutige Kirche existierte, gab es ein Vorgängerbauwerk, das 1476 auf Anordnung von Jonkvrouw Maria van Sevenbergen von der Herrschaft Oosthuizen durch die heutige Kirche ersetzt wurde. Im Jahr 1511 wurde der Bau der ersten Teile der Kirche abgeschlossen: der fünfseitig geschlossene Chor und das Querschiff, gefolgt vom Kirchenschiff im Jahr 1518.
1511 wurde eine von Gerhard van Wou gegossene Glocke im Turm angebracht. Dieser Turm, ein sogenannter Dachreiter, ist ein Vierungsturm. Es ist der älteste Turm seiner Art in den Niederlanden. 
Um 1575 kam die ursprünglich römisch-katholische Kirche in die Hände der Reformierten, die das Äußere und Innere entsprechend ihrer Religionsauffassung nüchtern gestalteten. Das bedeutete auch, dass der Altar entfernt wurde. Die Orgel wurde außer Betrieb genommen, aber nicht entfernt.
Seit dem 18. Jahrhundert befindet sich an der Westwand eine Sonnenuhr, die wahrscheinlich von Jacob Oostwoud (1714–1784) angefertigt wurde. Dieser Zeiger zeigt an, wann der Sonnenuntergang in Oosthuizen im Laufe des Jahres beginnt. Da der Sonnenuntergang auf der Horizontlinie angezeigt wird, muss die Sonne nicht scheinen. Der lateinische Text auf der Sonnenuhr Fugit Hora bedeutet „Die Stunde flieht“. Ursprünglich befanden sich dort, wo das Zifferblatt ist, Fenster. Diese sind zugemauert, aber hinter der Orgel kann man noch erkennen, dass sich dort einst Fenster befanden. Von außen wurde dieser Teil der Fassade komplett umgebaut.
In der Zeit von 1920 bis 1964 wurde die Kirche in mehreren Phasen restauriert. Eine der einschneidendsten Veränderungen war die Entfernung einer Trennwand, die nach der Reformation eingebaut worden war, was dazu führte, dass der Schalldeckel der Kanzel unstabil war. Auch der protestantische Charakter des Innenraums ist dadurch weniger ausgeprägt.

## Standort
Die Kirche steht an der Stelle, die einst das Zentrum des Dorfes war. West(ende) und Ost(ende) waren damals zwei längere Straßen entlang von Parzellierungsgräben. Diese Gräben und Parzellen verliefen viel weiter als heute. Das liegt daran, dass die Beemster bei Stürmen große Teile des Torfbodens im Nordwesten des heutigen Oosthuizen weggeschwemmt hat und dass diese Torfböden durch Senkungen tiefer als das Wasser des Sees liegen. Das alte Oosthuizen lag wahrscheinlich auf diesem weggeschwemmten und überfluteten Boden und wurde im Laufe der Jahre auf höheres Gelände hinter den Deichen verlegt. Die Straße West, direkt westlich der Kirche, ist noch ein Beispiel dafür, dies ist ein alter Torfdeich. Diese Deiche waren um den See herum angeordnet, jedoch mit etwas Deichvorland zwischen dem See und dem eigentlichen Deich.
Im Laufe der Zeit verlagerte sich das Dorf. Auch das (kommerzielle) Zentrum des Dorfes verlagerte sich, weshalb die Kirche schließlich außerhalb des eigentlichen Dorfkerns lag.

## Innenbereich
Die Kirche stammt aus der Spätgotik, wovon aber aufgrund der Veränderungen nach der Reformation im Inneren nichts mehr zu sehen ist. Die Gewölbe und Wände wurden komplett weiß getüncht und eine Reihe von Fenstern zugemauert. Die Chorschranke ist aus der Renaissance, die Kanzel ist von 1664 und damit aus dem Barock. Das Grabdenkmal für François van Bredehoff stammt ebenfalls aus der Barockzeit. Es nimmt einen prominenten Platz im südwestlichen Querschiff ein.
Die Kanzel stammt aus dem 17. Jahrhundert. Es ist nicht bekannt, ob es einen Vorgänger gab. Sie steht in der Mitte des Lettners, in einer für nordholländische Kirchen ungewöhnlich zentralen Position. In anderen nordholländischen Kreuzkirchen befinden sich die Kanzeln in einer der Ecken der Vierung.

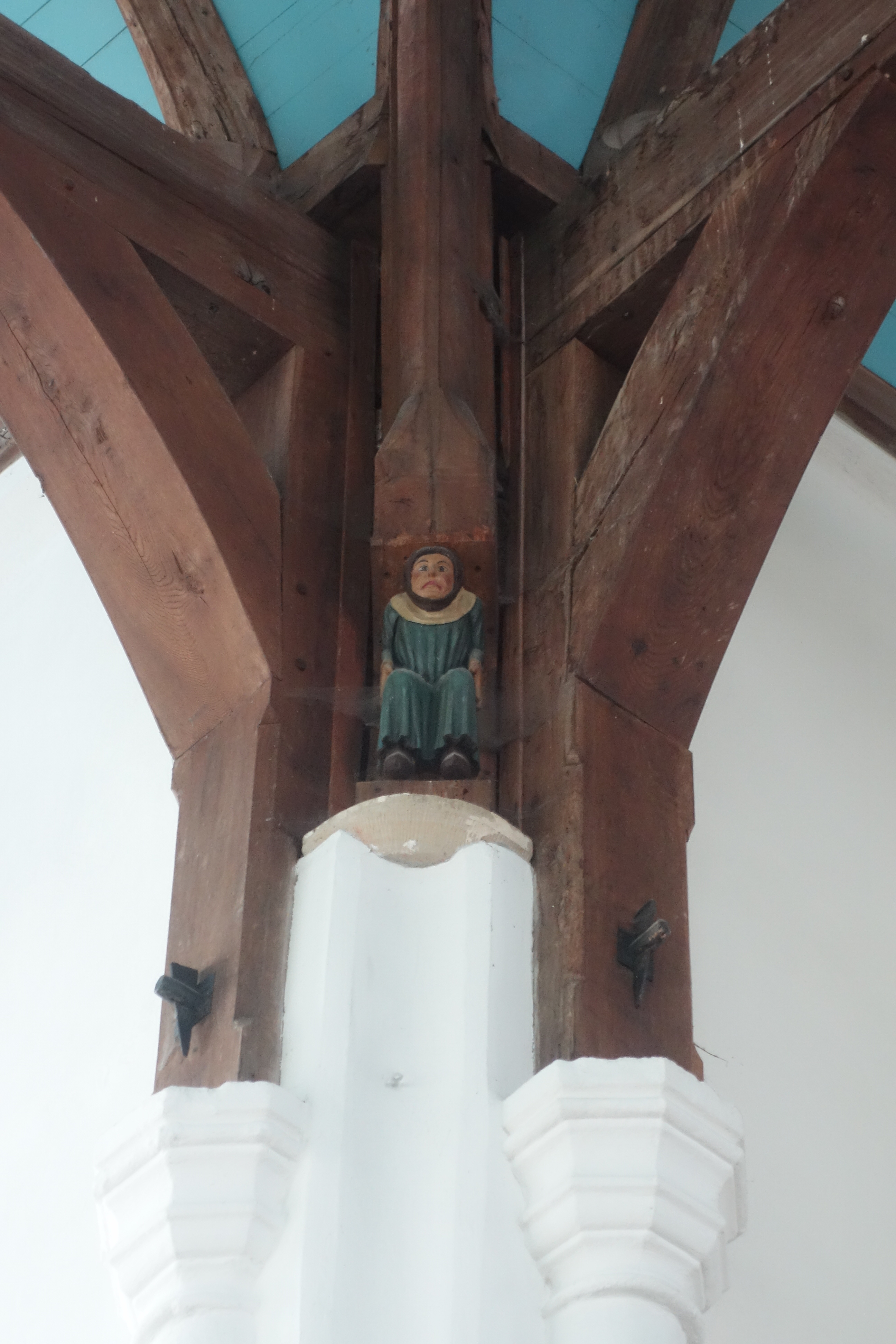
Frau als Konsole im Vierungsbereich

### Konsolfiguren
In der Vierung sind vier Holzfiguren, sogenannte Konsolfiguren, aus der 1875 abgerissenen Kirche von Nieuwe Niedorp aufgestellt, die aus der Zeit der Gotik stammen. Sie stellen zwei Frauen und zwei Männer dar. Die Frauen tragen die Namen Ipke und Geelstipke. Die Männer wurden Boekmeijer und Abbegeerte genannt. Sie sollen die Begründer der Kirche in Nieuwe Niedorp gewesen sein.
Diese Statuen fungieren in der Kirchenarchitektur als Übergangselement zwischen den Diensten, einer bestimmten Art von Säulen, und den Rippen eines Holzgewölbes. Die heutigen Statuen wurden 1960 an Stellen aufgestellt, an denen schon früher solche Statuen standen.

## Totengedenken

### Fürstengrabmal

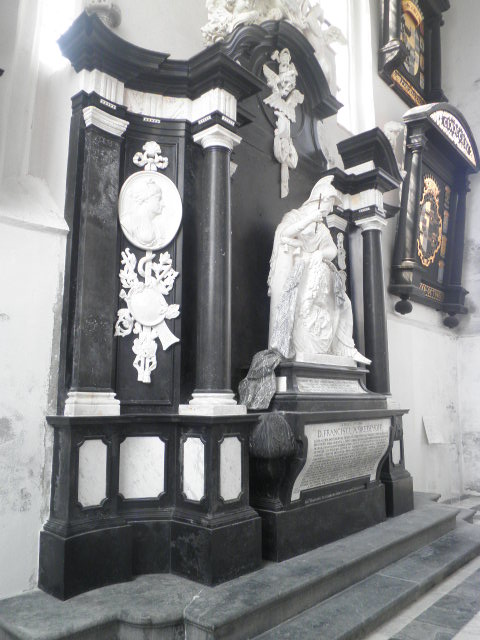
Das Grabmal in der Diagonalansicht

Das Grabmal von François van Bredehoff wurde 1722 von Jan Pieter van Baurscheidt dem Jüngeren entworfen und ein Jahr später von seinem Vater, Jan Pieter van Baurscheidt dem Älteren, erbaut. Ein ähnliches Denkmal für Petrus Ferdinandus Roose befindet sich in der Kathedrale St. Michael und St. Gudula, und auf dem Deckel des Sarkophags in Oosthuizen steht eine aus weißem Marmor gehauene Statue der Minerva, sie hält ein Medaillon mit dem Bildnis von François van Bredehoff darauf.
Das Mausoleum wurde zu Beginn dieses Jahrhunderts komplett abgebaut und restauriert. Dies war unter anderem deshalb notwendig, weil der Marmor durch Salze, die von der Ziegelaußenwand stammten, gegen die er gesetzt wurde, stark angegriffen war. Durch Kondensation zwischen dem Marmor und der Außenwand gelangten Salzkristalle aus den Ziegeln auf den Marmor. Das Salz konnte im Marmor auskristallisieren, und der Marmor wurde dabei beschädigt. Bei der Restaurierung wurde das Fachwissen eines Geologen in Anspruch genommen. Nach dem Einbau der Isolierung ist der Salztransport durch Kondensation nicht mehr möglich.
Da das Denkmal vor einem Fenster errichtet wurde, entschied man sich, die Mauer unterhalb des Fensters zu erhöhen, woraufhin das Denkmal nach einer Restaurierung und Entsalzung auf seine ursprüngliche Höhe zurückgebaut wurde.

### Gedenktafeln
In der Kirche von Oosthuizen befinden sich zwölf Gedenktafeln oder Epitaphien. Elf erinnern an Verwandte von François van Bredehoff, die zwölfte Tafel betrifft ihn selbst. Sie stammen aus der Zeit von 1685 bis 1785. Zwei davon haben unterschiedliche Formen und Verzierungen und einige haben unterschiedliche römische Ziffern. Es sind nicht viele Grabmale bekannt, bei denen das Todesjahr auf diese Weise erwähnt wird. Alle Tafeln zeigen oben das Todesjahr und unten Obiit, lateinisch für Verstorbener, mit dem Monat und dem Tag des Todes.

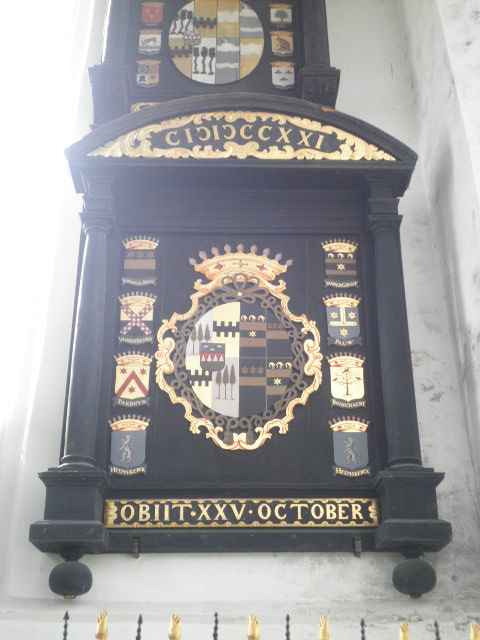
Gedenktafel von François van Bredehoff
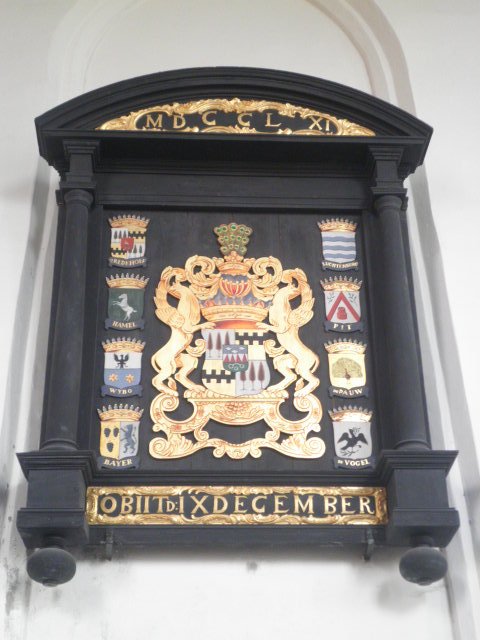
Gedenktafel auf François van Bredehoff junior
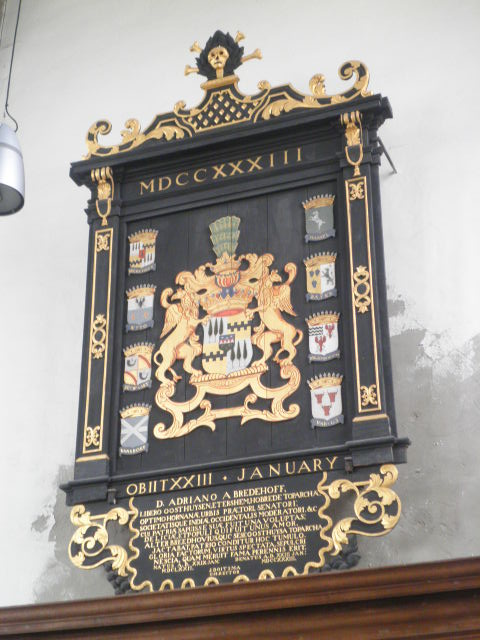
Gedenktafel für Adrianus van Bredehoff
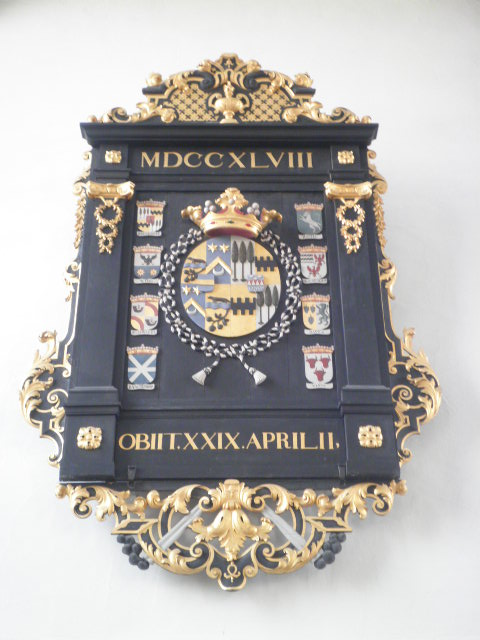
Gedenktafel eines Familienmitglieds von F. Van Bredehoff.

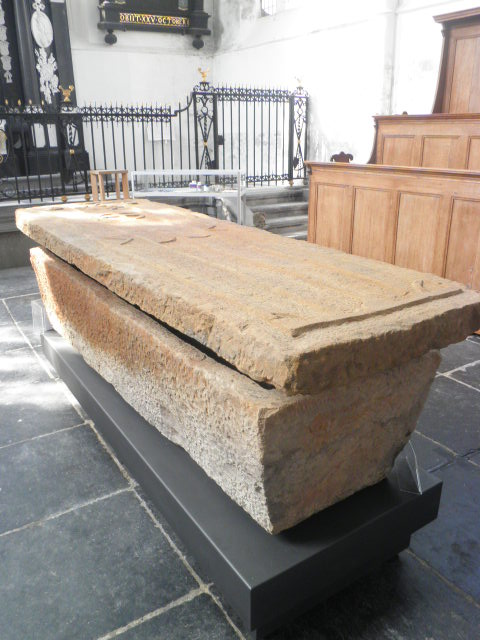
Sarkophag aus Etersheim

### Sarkophag
Der Sarkophag von Etersheim wurde in drei Teilen gefunden.
Vor dem Mausoleum von François van Bredehoff stand zwischen 2011 und 2013 ein fast 1000 Jahre alter Sarkophag aus Sandstein. Der Sarg wurde am 14. August 2009 aus dem Markermeer in der Nähe des im 17. Jahrhundert untergegangenen Dorfes Etersheim geborgen, weil man befürchtete, dass er gestohlen werden oder das darin enthaltene Material durch Erosion verloren gehen könnte. Die Hebung erfolgte in Absprache mit dem Amt für Kulturerbe und der Provinz Nordholland. An der Stelle des in der Zuiderzee verschwundenen Dorfes werden immer wieder archäologische Funde gemacht, unter anderem von Töpferwaren, Baumaterialien und menschlichen Überresten.
Die Restaurierung des Sarkophags dauerte zwei Jahre. Obwohl der Sarg beschädigt wurde, ist er vollständig. Der gebrochene Deckel wurde mit Metallstiften wieder hergestellt. Nachdem der Sarg ausgestellt war, wurde er in das Huis van Hilde in Castricum überführt.

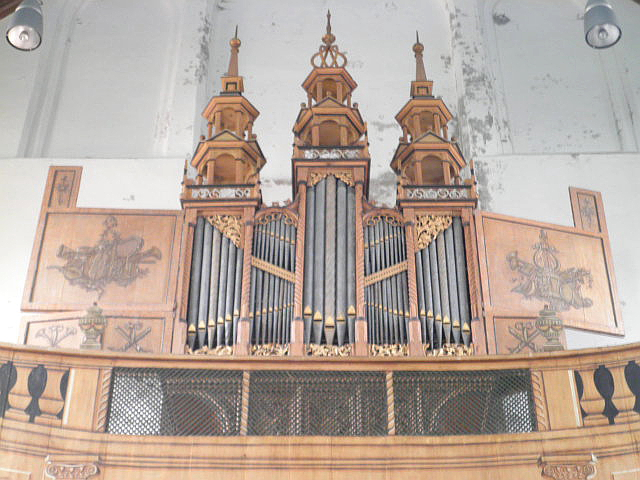
Historische Orgel

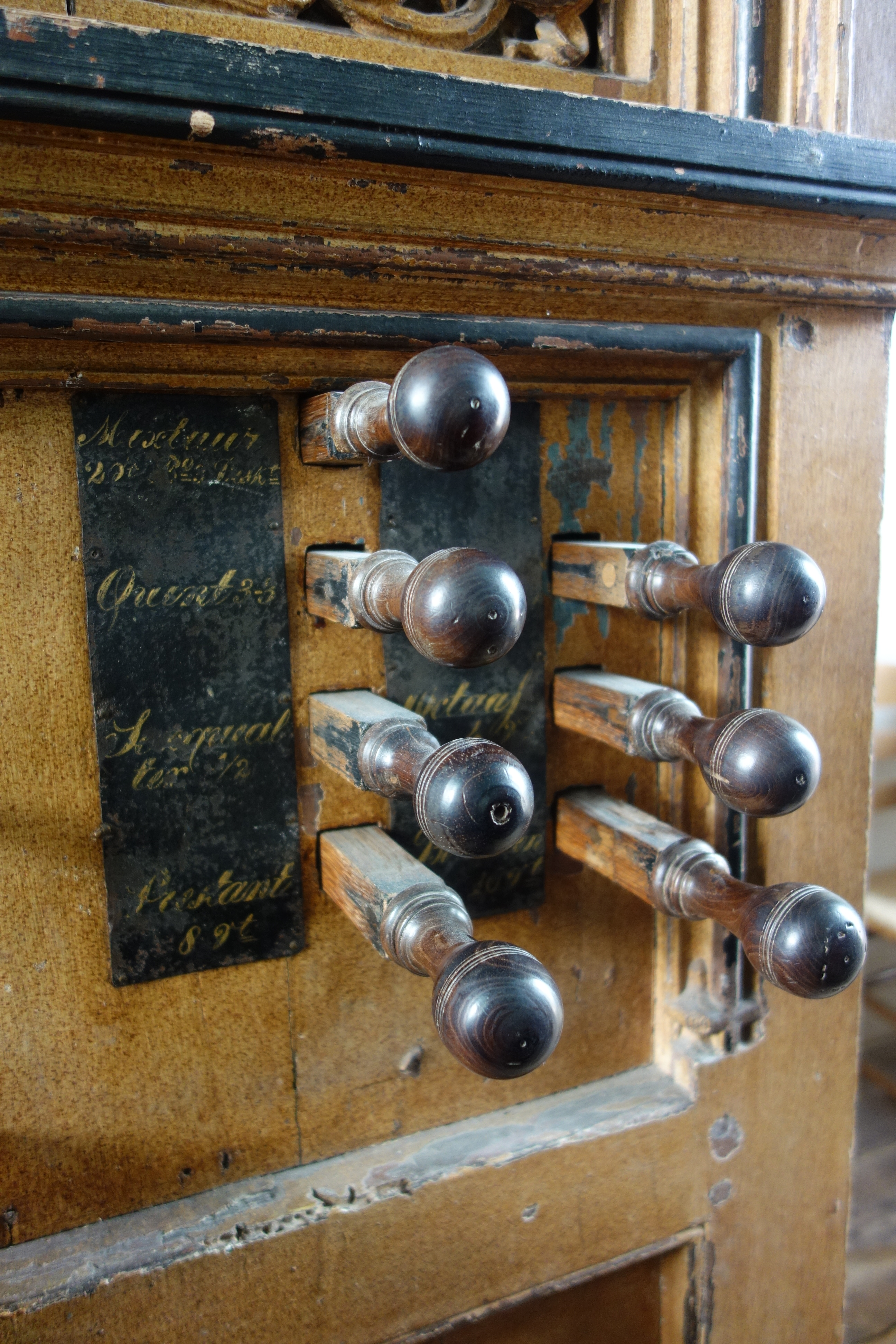
Registerzüge

## Orgel
Es ist nicht bekannt, wann die Orgel gebaut wurde. Teile des Instruments sind höchstwahrscheinlich älter als die Kirche. Damit ist sie eine der ältesten spielbaren Orgeln in den Niederlanden. Die Bauweise deutet auf einen Stil vom Anfang des 16. Jahrhunderts hin, der Erbauer könnte P. Gerritz sein, es wird aber auch behauptet, dass es Jan van Covelens war. Es steht fest, dass Pieter Backer Mitte des 17. Jahrhunderts die Orgel umbaute. Er fügte dem gotischen Orgelgehäuse barocke Türme hinzu. Danach wurde die Orgel mehrmals restauriert, um 1830 durch den Orgelbauer A. F. Sommer. Die Orgelempore stammt aus dem Jahr 1871.
Nach dem Abschluss der Arbeiten am Kirchengebäude führte D. A. Flentrop eine Restaurierung der Orgel durch. Dabei wurde u. a. der zuvor von Knipscheer eingebaute Magazinbalg ersetzt. Im Jahr 2003 wurde die Orgel erneut überarbeitet, dieses Mal wurden auch historische Recherchen durchgeführt. Bis dahin ging man davon aus, dass die Orgel aus dem Jahr 1521 stammte, doch die Kirchenarchive stützen diese Annahme nicht. Sicher ist, dass im sechzehnten Jahrhundert eine Orgel in der Kirche vorhanden war.
Trotz aller Renovierungen und Restaurierungen hat die Orgel ihren Klang aus dem 16. Jahrhundert behalten. Das Instrument ist, als eine der wenigen Orgeln in den Niederlanden, mitteltönig gestimmt. Dies beschränkt das Repertoire der spielbaren Musik auf solche, die vor 1650/1700 komponiert wurde. Die Orgel hat ein Manual und sieben Register. Die Registerzüge müssen hineingedrückt und nicht herausgezogen werden.
Die Balustrade vor der Orgel enthält ein Trompe-l’œil: Die Balustrade scheint zur Orgel hin einzuschwingen, was in Wirklichkeit nicht der Fall ist.
Die Disposition lautet:
| Manuaal FGA–g2a2  |       |
| Bourdon           | 16′   |
| Prestant          | 8′    |
| Octaaf (ab a′ II) | 4′    |
| Quint             | 2 ⁄3′ |
| Woudfluit         | 2′    |
| Mixtuur II–III    |       |
| Sesquialtera II D |       |
| Tremulant         |       |